# Stephan Leyhe
Stephan Leyhe (5 gennaio 1992) è un saltatore con gli sci tedesco.

## Biografia
In Coppa del Mondo ha esordito il 20 dicembre 2014 a Engelberg (13°) e ha colto la prima vittoria, nonché primo podio, il 21 gennaio 2017 a Zakopane. Ha preso parte ai Mondiali di volo di Tauplitz 2016, vincendo la medaglia d'argento nella gara a squadre e classificandosi 19º nell'individuale; l'anno dopo ai Mondiali di Lahti 2017, suo esordio iridato, si è classificato 13º nel trampolino normale e 16º nel trampolino lungo e 4º nella gara a squadre dal trampolino lungo. Ai Mondiali di volo di Oberstdorf 2018 è stato 20º nella gara individuale e 4º in quella a squadre. Ai XXIII Giochi olimpici invernali di Pyeongchang 2018, suo esordio olimpico, ha vinto la medaglia d'argento nella gara a squadre; l'anno successivo ai Mondiali di Seefeld in Tirol ha vinto la medaglia d'oro nella gara a squadre e si è classificato 6º nel trampolino normale. Ai XXIV Giochi olimpici invernali di Pechino 2022 ha vinto la medaglia di bronzo nella gara a squadre e si è piazzato 24º nel trampolino normale; ai Mondiali di volo di Tauplitz 2024 ha vinto la medaglia di bronzo nella gara a squadre ed è stato 10º in quella individuale. Ai Mondiali di Trondheim 2025 si è classificato 4º nella gara a squadre.

## Palmarès

### Olimpiadi
- 2 medaglie:
  - 1 argento (gara a squadre a Pyeongchang 2018)
  - 1 bronzo (gara a squadre a Pechino 2022)

### Mondiali
- 1 medaglia:
  - 1 oro (gara a squadre a Seefeld in Tirol 2019)

### Mondiali di volo
- 2 medaglie:
  - 1 argento (gara a squadre a Tauplitz 2016)
  - 1 bronzo (gara a squadre a Tauplitz 2024)

### Mondiali juniores
- 2 medaglie:
  - 2 argenti (gara a squadre a Hinterzarten 2010; gara a squadre a Otepää 2011)

### Coppa del Mondo
- Miglior piazzamento in classifica generale: 6º nel 2020
- 23 podi (6 individuali, 17 a squadre):
  - 5 vittorie (1 individuale, 4 a squadre)
  - 12 secondi posti (3 individuali, 9 a squadre)
  - 6 terzi posti (2 individuali, 4 a squadre)

#### Coppa del Mondo - vittorie
| Data             | Località  | Nazione   | Trampolino                                                                          |
| ---------------- | --------- | --------- | ----------------------------------------------------------------------------------- |
| 21 gennaio 2017  | Zakopane  | Polonia   | Wielka Krokiew HS134 (con Markus Eisenbichler, Andreas Wellinger e Richard Freitag) |
| 19 gennaio 2019  | Zakopane  | Polonia   | Wielka Krokiew HS134 (con Karl Geiger, Markus Eisenbichler e David Siegel)          |
| 25 gennaio 2020  | Zakopane  | Polonia   | Wielka Krokiew HS140 (con Constantin Schmid, Markus Eisenbichler e Karl Geiger)     |
| 8 febbraio 2020  | Willingen | Germania  | Mühlenkopf HS 145                                                                   |
| 29 febbraio 2020 | Lahti     | Finlandia | Salpausselkä HS130 (con Constantin Schmid, Pius Paschke e Karl Geiger)              |